# Zachaeus
Zachaeus is een geslacht van hooiwagens uit de familie Phalangiidae (Echte hooiwagens).
De wetenschappelijke naam Zachaeus is voor het eerst geldig gepubliceerd door C.L. Koch in 1839. 

## Soorten
Zachaeus omvat de volgende 10 soorten:
- Zachaeus anatolicus
- Zachaeus birulae
- Zachaeus crista
- Zachaeus hebraicus
- Zachaeus hyrcanus
- Zachaeus kervillei
- Zachaeus leucomelas
- Zachaeus mirabilis
- Zachaeus orchimonti
- Zachaeus redikorzevi